# Campeonato Mundial de Atletismo em Pista Coberta de 2022 - 60 m feminino
A prova dos 60 metros feminino do Campeonato Mundial de Atletismo em Pista Coberta de 2022 ocorreu no dia 18 de março na Belgrade Arena, em Belgrado, na Sérvia.

## Recordes
Antes desta competição, os recordes mundiais e do campeonato nesta prova eram os seguintes:
|                       | Nome            | Nacionalidade  | Tempo | Local   | Data                                           |
| --------------------- | --------------- | -------------- | ----- | ------- | ---------------------------------------------- |
| Recorde mundial       | Irina Privalova | Rússia         | 6s 92 | Madri   | 11 de fevereiro de 1993 9 de fevereiro de 1995 |
| Recorde do campeonato | Gail Devers     | Estados Unidos | 6s 95 | Toronto | 12 de março de 1993                            |

## Medalhistas
| Ouro                    | Prata               | Bronze                    |
| Mujinga Kambundji (SUI) | Mikiah Brisco (USA) | Marybeth Sant-Price (USA) |

## Cronograma
Todos os horários são locais (UTC+1).
| Data        | Hora  | Evento    |
| ----------- | ----- | --------- |
| 18 de março | 10:15 | Bateria   |
| 18 de março | 18:05 | Semifinal |
| 18 de março | 20:52 | Final     |

## Resultados

### Bateria
Qualificação: 3 atletas de cada bateria (Q) mais os 6 melhores qualificados (q).  
| Posição | Bateria | Raia | Atleta                       | Nacionalidade     | Tempo | Notas                |
| ------- | ------- | ---- | ---------------------------- | ----------------- | ----- | -------------------- |
| 1       | 3       | 5    | Mikiah Brisco                | Estados Unidos    | 7.03  | Q,                   |
| 2       | 6       | 3    | Briana Williams              | Jamaica           | 7.06  | Q,                   |
| 3       | 1       | 5    | Marybeth Sant-Price          | Estados Unidos    | 7.07  | Q                    |
| 4       | 4       | 3    | Ewa Swoboda                  | Polónia           | 7.10  | Q                    |
| 5       | 3       | 8    | Géraldine Frey               | Suíça             | 7.11  | Q,                   |
| 6       | 5       | 6    | Daryll Neita                 | Reino Unido       | 7.13  | Q                    |
| 7       | 3       | 4    | Zoe Hobbs                    | Nova Zelândia     | 7.13  | Q,                   |
| 8       | 1       | 4    | Zaynab Dosso                 | Itália            | 7.14  | Q,                   |
| 9       | 5       | 5    | Shericka Jackson             | Jamaica           | 7.16  | Q                    |
| 10      | 2       | 3    | Mujinga Kambundji            | Suíça             | 7.17  | Q                    |
| 11      | 4       | 8    | Lotta Kemppinen              | Finlândia         | 7.19  | Q                    |
| 12      | 3       | 6    | Patrizia van der Weken       | Luxemburgo        | 7.21  | q,                   |
| 13      | 1       | 2    | Claudia Payton               | Suécia            | 7.21  | Q ,                  |
| 14      | 4       | 6    | Anthonique Strachan          | Bahamas           | 7.22  | Q                    |
| 15      | 1       | 1    | Gina Bass                    | Gâmbia            | 7.22  | q,                   |
| 16      | 5       | 1    | Diana Vaisman                | Israel            | 7.23  | Q ,                  |
| 17      | 2       | 6    | Michelle-Lee Ahye            | Trinidad e Tobago | 7.23  | Q                    |
| 18      | 2       | 4    | María Isabel Pérez           | Espanha           | 7.23  | Q                    |
| 18      | 6       | 6    | Pia Skrzyszowska             | Polónia           | 7.23  | Q                    |
| 20      | 1       | 6    | Lorène Bazolo                | Portugal          | 7.24  | q                    |
| 21      | 3       | 2    | Molly Scott                  | Irlanda           | 7.26  | q                    |
| 22      | 4       | 2    | Vitória Cristina Rosa        | Brasil            | 7.27  | q                    |
| 23      | 2       | 7    | Ida Karstoft                 | Dinamarca         | 7.29  | q                    |
| 24      | 4       | 4    | N'ketia Seedo                | Países Baixos     | 7.30  |                      |
| 25      | 6       | 2    | Cheyanne Evans-Gray          | Reino Unido       | 7.30  | Q                    |
| 26      | 6       | 1    | Aurora Berton                | Itália            | 7.30  |                      |
| 27      | 2       | 2    | Bassant Hemida               | Egito             | 7.31  | Recorde nacional     |
| 28      | 5       | 2    | Rani Rosius                  | Bélgica           | 7.33  |                      |
| 29      | 6       | 4    | Gina Lückenkemper            | Alemanha          | 7.33  |                      |
| 30      | 6       | 8    | Dutee Chand                  | Índia             | 7.35  | Recorde da temporada |
| 31      | 5       | 4    | Viktória Forster             | Eslováquia        | 7.35  |                      |
| 32      | 5       | 3    | Rafaéla Spanoudaki-Hatziriga | Grécia            | 7.35  |                      |
| 33      | 2       | 5    | Jasmine Abrams               | Guiana            | 7.36  |                      |
| 34      | 2       | 1    | Rosalina Santos              | Portugal          | 7.37  |                      |
| 35      | 1       | 8    | Marina Andreea Baboi         | Roménia           | 7.38  |                      |
| 36      | 6       | 5    | Eva Kubíčková                | Chéquia           | 7.38  |                      |
| 37      | 3       | 7    | Farzaneh Fasihi              | Irão              | 7.39  |                      |
| 38      | 2       | 8    | Kristina Knott               | Filipinas         | 7.39  | Recorde da temporada |
| 39      | 4       | 7    | Milana Tirnanić              | Sérvia            | 7.42  |                      |
| 40      | 1       | 3    | Monika Weigertová            | Eslováquia        | 7.43  |                      |
| 41      | 4       | 5    | Olivia Fotopoulou            | Chipre            | 7.45  |                      |
| 42      | 6       | 7    | Aziza Sbaity                 | Líbano            | 7.47  | Recorde nacional     |
| 43      | 3       | 3    | Guðbjörg Jóna Bjarnadóttir   | Islândia          | 7.47  |                      |
| 44      | 5       | 7    | Carla Scicluna               | Malta             | 7.71  |                      |
| 45      | 1       | 7    | Winfrida Makenji             | Tanzânia          | 7.71  | Recorde pessoal      |
| 46      | 5       | 8    | Charlotte Afriat             | Mónaco            | 8.06  | Recorde da temporada |
| 47      | 3       | 1    | Rosângela Santos             | Brasil            | DsQ   | TR16.8               |

### Semifinal
Qualificação: classificaram-se os 2 melhores de cada bateria (Q) mais 2 melhores colocados (q). 
| Posição | Bateria | Raia | Atleta                 | Nacionalidade     | Tempo | Notas            |
| ------- | ------- | ---- | ---------------------- | ----------------- | ----- | ---------------- |
| 1       | 1       | 4    | Ewa Swoboda            | Polónia           | 7.03  | Q                |
| 2       | 2       | 6    | Mikiah Brisco          | Estados Unidos    | 7.03  | Q,               |
| 3       | 1       | 3    | Marybeth Sant-Price    | Estados Unidos    | 7.05  | Q                |
| 4       | 1       | 6    | Shericka Jackson       | Jamaica           | 7.08  | q,               |
| 5       | 2       | 4    | Mujinga Kambundji      | Suíça             | 7.08  | Q                |
| 6       | 3       | 3    | Briana Williams        | Jamaica           | 7.08  | Q                |
| 7       | 3       | 4    | Michelle-Lee Ahye      | Trinidad e Tobago | 7.14  | Q,               |
| 8       | 3       | 2    | Vitória Cristina Rosa  | Brasil            | 7.14  | q,               |
| 9       | 3       | 6    | Géraldine Frey         | Suíça             | 7.15  |                  |
| 10      | 3       | 5    | Daryll Neita           | Reino Unido       | 7.15  |                  |
| 11      | 2       | 8    | Zoe Hobbs              | Nova Zelândia     | 7.16  |                  |
| 12      | 2       | 5    | Zaynab Dosso           | Itália            | 7.16  |                  |
| 13      | 1       | 7    | Anthonique Strachan    | Bahamas           | 7.17  | Recorde pessoal  |
| 14      | 2       | 3    | Pia Skrzyszowska       | Polónia           | 7.17  |                  |
| 15      | 1       | 5    | Lotta Kemppinen        | Finlândia         | 7.19  |                  |
| 16      | 2       | 7    | Cheyanne Evans-Gray    | Reino Unido       | 7.19  | Recorde pessoal  |
| 17      | 1       | 8    | Diana Vaisman          | Israel            | 7.20  | Recorde nacional |
| 18      | 3       | 7    | María Isabel Pérez     | Espanha           | 7.20  |                  |
| 19      | 1       | 1    | Molly Scott            | Irlanda           | 7.23  |                  |
| 20      | 1       | 2    | Lorène Bazolo          | Portugal          | 7.24  |                  |
| 21      | 2       | 1    | Patrizia van der Weken | Luxemburgo        | 7.28  |                  |
| 22      | 2       | 2    | Ida Karstoft           | Dinamarca         | 7.30  |                  |
| 23      | 3       | 1    | Gina Bass              | Gâmbia            | 7.31  |                  |
| 24      | 3       | 8    | Claudia Payton         | Suécia            | DSQ   | TR16.8           |

### Final
A final ocorreu dia 18 de março às 20:52. 
| Posição           | Raia | Atleta                | Nacionalidade     | Tempo | Notas               |
| ----------------- | ---- | --------------------- | ----------------- | ----- | ------------------- |
| Medalha de ouro   | 7    | Mujinga Kambundji     | Suíça             | 6.96  | Melhor marca do ano |
| Medalha de prata  | 4    | Mikiah Brisco         | Estados Unidos    | 6.99  | Recorde pessoal     |
| Medalha de bronze | 3    | Marybeth Sant-Price   | Estados Unidos    | 7.04  | (.032)              |
| 4                 | 5    | Ewa Swoboda           | Polónia           | 7.04  | (.034)              |
| 5                 | 6    | Briana Williams       | Jamaica           | 7.04  | (.039)              |
| 6                 | 1    | Shericka Jackson      | Jamaica           | 7.04  | (.040)              |
| 7                 | 8    | Michelle-Lee Ahye     | Trinidad e Tobago | 7.11  |                     |
| 8                 | 2    | Vitória Cristina Rosa | Brasil            | 7.21  |                     |

Legenda
| Recorde mundial       | Recorde mundial (World record)               |                       | Recorde africano                      | Recorde africano (African) |                                           | Q | Classificado por posição (Qualified) |
| Recorde do campeonato | Recorde do campeonato (Championship record)  | Recorde da América    | Recorde da América (Americas)         | q                          | Classificado por melhor tempo (Qualified) |   |                                      |
| Melhor marca do ano   | Melhor marca do ano (World leading)          | Recorde asiático      | Recorde asiático (Asian)              | DNS                        | Não largou (Did not start)                |   |                                      |
| Recorde nacional      | Recorde nacional (National record)           | Recorde europeu       | Recorde europeu (European)            | DNF                        | Não terminou (Did not finish)             |   |                                      |
| Recorde pessoal       | Recorde pessoal do atleta (Personal best)    | Recorde da Oceania    | Recorde da Oceania (Oceania)          | DSQ / DQ                   | Desclassificado (Disqualified)            |   |                                      |
| Recorde da temporada  | Recorde da temporada do atleta (Season best) | Recorde sul-americano | Recorde sul-americano (South America) | NM                         | Sem marca (No mark)                       |   |                                      |